# Cseremhovói járás

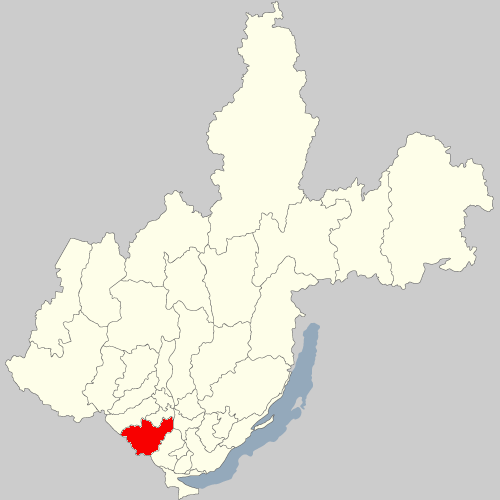
A Cseremhovói járás az Irkutszki területen

A Cseremhovói járás (oroszul Черемхо́вский райо́н) Oroszország egyik járása az Irkutszki területen. Székhelye Cseremhovo.

## Népesség
- 1989-ben 36 127 lakosa volt.
- 2002-ben 32 746 lakosa volt.
- 2010-ben 30 114 lakosa volt, melyből 28 192 orosz, 356 ukrán, 296 burját, 233 tatár stb.